# ダグ・ボイル
ダグ・ボイル（Doug Boyle、1962年9月6日 - 、イングランド・エセックス バックハースト・ヒル出身）は、イギリス人のギタリスト兼作曲家であり、ロバート・プラント、ナイジェル・ケネディ、そして後にキャラヴァンとの仕事でとてもよく知られている。
ボイルの最初のメジャー・シーンでのブレイクは、ロバート・プラント・バンド（1987年 - 1992年）での演奏による。そして、1994年以来、ナイジェル・ケネディと一緒に演奏し、その間の1996年にはキャラヴァンに加入している。キャラヴァンには2007年まで在籍していた。
2010年、ボイルは、自身のウェブサイトから入手可能な、最初のソロ・アルバム『The Third Rail』をリリースした。また、ヨーロッパ諸国をナイジェル・ケネディとツアーで回った。

## ディスコグラフィ

### ソロ・アルバム
- The Third Rail (2009年)

### キャラヴァン
- Live:Canterbury Comes to London  (1997年)
- All Over You...Too (1999年)
- A Night's Tale (2003年)
- Nowhere to Hide (2003年)
- 『アンオウソライズド・ブレックファスト』 - The Unauthorized Breakfast Item (2003年)